# Leone d'oro - Il peggio di Leone di Lernia
Leone d'oro - Il peggio di Leone di Lernia è una raccolta del 2005 di Leone Di Lernia.

## Tracce
1. Ti si mangiate la banana - The Rhythm of the Night - 3:52 (F. Bontempi-A. Gordon-G. Spagna-P. Glenister-M. Gaffey)
2. Cumbà Giuan - All That She Wants - 3:39 (Joker-Buddha)
3. Salut'm a sord - 2:47 (D. Ceglie-Names-Di Lernia)
4. Chill ca soffr - Killing Me Softly - 3:40 (N. Gimble-C. Fox)
5. Lasciame stè - How Gee - 4:07 (M. Percali-O. Menardi-Names)
6. Fesso... (ca' nisciuno è fesso) - 3:37 (D. Ceglie-O. Menardi-Names-Di Lernia)
7. Lalalì lalalà-Pesce fritto e baccalà - Gipsy Woman - 3:54 (C. Waters-N. Conway)
8. Magnando - Bailando - 3:52 (P. Samoy-L. Rigaux-M.I. Garcia Asensio)
9. Tu si scemo - 4:15 (D. Ceglie-Names-Di Lernia)
10. Ho fame - Informer - 3:28 (D. O'Brien-S. Moltke-E. Leary)
11. Tric tric trac - Tic Tic Tac - 3:49 (Braulino-Lima)
12. Cio'... los... tress - 3:46 (D. Ceglie-Names-Di Lernia)
13. Bevi stu chinotto - Get it on - 2:48 (J. Cliff)
14. La pappa - El Pam Pam - 3:57 (M.C. D'Oro-Names)
15. Cana-us Cana-us - Balla-o Balla-o - 3:20 (L. Rosi-M. Ceramicola-P. Landro)
16. Pronto son papà - Fiesta Flamenka - 3:03 (P. Verlanzi-P. Landro)